# ABC謀殺案
《ABC謀殺案》（英語：The A.B.C. Murders）是著名的英國推理小說作家阿嘉莎·克莉絲蒂的作品之一，以她的角色赫丘勒·白羅、
亞瑟·海斯汀和傑派探長，與一名被稱為“A.B.C”的神秘凶手所進行的一系列殺人事件。由英國柯林斯犯罪俱樂部（Collins Crime Club）於1936年1月6日出版，英國版的零售價為七先令六便士，美國版則是由達德米德公司（Dodd, Mead, and Company）以2.00美元出版 
小說形式和以往不同，是結合了第一人稱敘事和第三人稱敘事。這種方法之前曾被阿嘉莎·克莉絲蒂在褐衣男子中使用。在《ABC謀殺案》中，第三人稱敘事據說是由故事的第一人稱敘述者亞瑟·海斯汀所撰寫的。
起初這個連續殺人犯利用被害者名字和殺害地點的英文字首，按字母ABC的順序將受害人艾莉絲·阿雪爾（Alice Ascher）、貝蒂·巴納德（Betty Barnard）、卡邁科·克拉克（Carmichael Clarke）等一個個殺害，並且每次都會犯罪現場留下一本 ABC 鐵路指南。雖然看似是無動機的隨機殺人，但是白羅懷疑在這之中的其中一起殺人案背後有明確的動機。
小說在英國和美國都受到評論家大多好評。一位評論家表示這是“一流的”，而另一位評論家則評論了克莉絲蒂在情節上的獨創性。1990年的一位評論家說這是“一個經典的，卻仍然製作精美新鮮的故事”。

## 劇情
從南美洲回來後，亞瑟·海斯汀在他位於倫敦的新公寓裡會見了他的老朋友赫丘勒·白羅。而在此時白羅向他展示了一封屬名為“ABC”的奇怪信件，信中詳細描述了即將發生的事件，他懷疑這將是一起謀殺案。很快又有兩封性質相同的信件寄送到他的公寓，每封信都在 ABC 實施殺人之前寄送，並且按字母順序：艾莉絲·阿雪爾（Alice Ascher）被棍棒擊殺於安德沃（Andover）；貝蒂·巴納德（Betty Barnard）被皮帶勒死於貝克斯希爾（Bexhill）；卡邁科·克拉克爵士（Carmichael Clarke）被殺死於丘斯頓（Churston）。每起凶殺案中，犯人都會在受害者身邊留下一本ABC鐵路指南。
由首席探長傑派領導了一群包括懷疑白羅偵探能力的克羅姆探長、試圖描述凶手的湯普森博士和一些小組成員一起調查，但在之中，白羅發現了每個死者與幫忙調查的成員間都有相互關係：富蘭克林·克拉克（Franklin Clarke）是卡邁科·克拉克爵士的弟弟、瑪麗·卓爾（Mary Drower）是艾莉絲·阿雪爾的侄女、唐納·弗雷澤（Donald Fraser）是貝蒂·巴納德的未婚夫、梅根·巴納德（Megan Barnard）是貝蒂·巴納德的姐姐和索拉·格雷（Thora Grey）是卡邁科·克拉克爵士的年輕助手。在與第三名受害者的遺孀克拉克夫人會面後，確定了兩起謀殺案之間的一個關鍵相似之處—就是在每起謀殺案發生的當天，犯罪現場附近都有一名賣絲襪的男子出現。儘管有這些訊息，但白羅仍然懷疑為什麼要將信件寄給他，而不是寄給警察或登在報紙上，以及為什麼第三封信拼錯了白羅的地址，導致他延遲收到。很快，ABC 發送了他的下一封信，每個人一開始都懷疑下一個地點是在唐卡斯特（Doncaster），謀殺將發生在那天的聖烈治錦標賽馬比賽上。然而凶手卻襲擊了一家電影院，並且受害者的名字與其他謀殺案的字母順序不符。
警方很快得到了這名賣絲襪的男子的消息—亞歷山大·波拿巴·卡斯特（Alexander Bonaparte Cust），他是一名患有癲癇的推銷員，由於他在第一次世界大戰期間頭部受傷，因此患有記憶力衰退和持續痛苦的頭痛。卡斯特在事發之後逃離了他的公寓，但因在安德沃警察局前倒地不起而被拘留。他除了表示自己是一家襪業公司僱用他以外，對於這些謀殺案沒有任何記憶，但認為一定是他殺的人，因為最後一次謀殺案發生時他人在電影院，並且在他離開之後發現衣服袖子上的血和口袋裡有著血漬的刀。警方了解到，該公司從未聘請卡斯特。並在卡斯特的房間裡搜出了一個未開封的 ABC 鐵路指南、打字機和 ABC 信件中使用的裝有高級紙的盒子，而刀子是在他房間外面的走廊裡發現的。儘管證據確鑿，但白羅還是懷疑是否是由卡斯特下的手，因為他的記憶力衰退，並且在巴納德殺人案中有可靠的不在場證明。
白羅決定再次召集小隊成員，並揭露其成員之一富蘭克林·克拉克才是本起事件中的真正凶手。動機則十分單純—一旦卡邁科·克拉克爵士的夫人死於癌症後，卡邁科·克拉克爵士很有可能會嫁給他的助手索拉·格雷。富蘭克林·克拉克擔心會因為發生第二次婚姻而得不到哥哥的財產，所以他選擇在卡邁科·克拉克夫人還活著的時候殺害他的哥哥。在酒吧與卡斯特的一次偶然相遇時，讓富蘭克林萌生了謀殺陰謀的想法—將自己的罪行偽裝成連環殺人案的一部分。先是讓白羅會收到的信件後，富蘭克林為假裝讓卡斯特工作，給他打字機和其他陷害他的殺人工具。並且坦承第三封信是故意寫錯的，因為富蘭克林不想讓警察有機會打斷這起謀殺案。隨後富蘭克林隨後跟著卡斯特去了電影院，犯下了最後一樁謀殺案，並在他離開時將刀放在他身上。
富蘭克林·克拉克對白羅的理論嗤之以鼻，但當他被告知在卡斯特的打字機上發現了他的指紋並且貝蒂·巴納德的同事米莉．希格利（Milly Higley）在她的公司看到他時，他頓時感到恐慌。富蘭克林·克拉克試圖用自己的槍自殺，卻發現白羅在扒手的幫助下已經偷走了槍的子彈。案件偵破後，白羅讓唐納·弗雷澤與梅根·巴納德相互結婚。後來，卡斯特告訴白羅，新聞界為他的故事提供了報價；波洛建議他要求更高的價格，而且他的頭痛可能是因為他的眼鏡。有一次，白羅告訴海斯汀，表示打字機上的指紋是虛張聲勢，但很高興這對夫婦可以在一起。

## 人物
- 赫丘勒·白羅 – 著名的比利時偵探，由於收到凶手的來信，參與了 ABC 連環殺人案的調查。
- 亞瑟·海斯汀 – 白羅的老朋友和案件的同伴。同時也是小說的敘述者。
- 詹姆斯·傑派探長 – 白羅在蘇格蘭場的老朋友，也是連環殺人案的首席調查官。
- 克羅姆探長 – 傑派小組的成員，調查謀殺案。最初負責貝蒂·巴納德的殺人案，並對白羅保持低調。
- 湯普森博士 – 法醫心理學家，分配到傑派的小組。專注於製作兇手的相關檔案。
- A.B.C. – 案件中不為人知的冷血連環殺手。他的殺人順序是按字母順序完成的，每次都會犯罪現場留下一本 ABC 鐵路指南。
- 艾莉絲·阿雪爾（Alice Ascher） – 在安德沃（Andover）遭到殺害，事件的第一個受害者。是一個沒有孩子的老婦人，一家香菸店的老闆。
- 貝蒂·巴納德（Betty Barnard） – 在貝克斯希爾（Bexhill）遭到殺害，事件的第二個受害者。是一位年輕性感的兼職女服務生。
- 卡邁科·克拉克爵士（Carmichael Clarke） – 在丘斯頓（Churston）遭到殺害，事件的第三位受害者。是一個富有老人。
- 喬治·厄爾斯菲爾德（George Earlsfield）– 在唐卡斯特（Doncaster）遭到殺害，事件的第四位受害者。是一名理髮師。在一家電影院遇害。被認為是 ABC 謀殺案的受害者中最不合邏輯的。
- 富蘭克林·克拉克（Franklin Clarke） – 卡邁科·克拉克爵士受屈的弟弟和他的直接繼任者。協助白羅調查的小組成員，負責啟發白羅組團，案件的凶手。
- 瑪麗·卓爾（Mary Drower） – 艾莉絲·阿雪爾的侄女，協助白羅調查的小組成員。
- 梅根·巴納德（Megan Barnard） – 貝蒂·巴納德的姐姐，協助白羅調查的小組成員。
- 唐納·弗雷澤（Donald Fraser） – 貝蒂·巴納德的未婚夫，一個喜怒無常的人。最初是謀殺貝蒂·巴納德的嫌疑人，後來則成為協助白羅調查的小組成員。
- 索拉·格雷（Thora Grey） – 卡邁科·克拉克爵士的年輕助手，協助白羅調查的小組成員。
- 亞歷山大·波拿巴·卡斯特（Alexander Bonaparte Cust） – 一位患有癲癇的推銷員，因為戰爭期間頭部受到重擊導致。這使他很容易出現昏迷和嚴重頭痛。案件的主要嫌疑人，被富蘭克林·克拉克在不知不覺中利用。
- 弗朗茨·阿雪爾（Franz Ascher） – 艾莉絲·阿雪爾的酗酒分居丈夫。最初是謀殺艾莉絲·阿雪爾的嫌疑人。
- 米莉．希格利（Milly Higley） – 貝蒂·巴納德的同事。
- 夏洛特·克拉克夫人（Charlotte, Lady Clarke） – 卡邁科·克拉克爵士的妻子，患有晚期癌症。因她服用的藥物而產生妄想或情緒失控。
- 羅傑·唐斯（Roger Downes） – 學校老師，參觀唐卡斯特的電影院時遇到了喬治·厄爾斯菲爾德的屍體。
- 莉莉·馬布里（Lily Marbury） – 亞歷山大·波拿巴·卡斯特女房東的女兒，她曾警告卡斯特會抓捕他。
- 湯姆·哈蒂根（Tom Hartigan） – 莉莉·馬布里的男朋友，在喬治·厄爾斯菲爾德被殺害的那天，他向警方透露了他對卡斯特行動的懷疑。

## 文學價值及反應
1936年1月11日的《泰晤士報文學副刊》對情節讚不絕口：“若克莉絲蒂因犯罪而放棄小說，她將非常危險：除了白羅，沒有人可以抓住她。”
艾薩克·安德森在1936年2月16日的《紐約時報書評》中寫道：“這個故事是一流的障礙，以阿嘉莎·克莉絲蒂最好的方式寫成。在我們看來，她所寫的最好的故事，甚至超越羅傑·艾克洛。”"
在1936年1月5日的《觀察家報》一期中，"托克馬達"（愛德華·波伊斯·馬瑟斯）寫道“獨創性...是對克莉絲蒂夫人的禮物的溫和稱呼。在 ABC 謀殺案中，被[犯罪]俱樂部正確地選為本月的書，她已經完全改變了攻擊讀者的方法，然而這一系列奇妙殺戮背後的真相與白羅之前的任何真相一樣難以捉摸為我們捕捉。讀者在閱讀時採取兩種截然不同的心理態度。起初，在很多篇幅中，他都在問自己：“阿嘉莎·克莉絲蒂會讓我失望嗎？她認為她可以把這種偵探故事作為偵探故事給我們，然後僥倖逃脫嗎？” 然後他確信他一直在冤枉女作家，只有他開始看穿她的詭計。在最後一章中，他發現，因為一隊紅馬和一條黑鯡魚的精彩馬戲團表演轉移了他對動機的冷靜思考，他並沒有錯，而只是錯了。順便說一下，值得注意的是，角色間斷時斷時續地告訴我們，我們與“殺人兇手”有關。我們準備好把這視為理所當然，直到克莉絲蒂夫人（我不會忽略她）給我們一個不是的。”"
ER Punshon 在1936年評論了這部小說，寫道：“有些讀者被偵探小說所吸引，純粹是出於觀看的興趣，也許是預期給定主題的邏輯發展，而另一些讀者則樂於在令人興奮的事件中跟隨迅速接連發生的事件。故事，而其他人則發現自己主要對犯罪對日常生活造成的心理反應感興趣。能將這三條線編織成一個整體的作者是熟練和快樂的。在阿嘉莎·克莉絲蒂夫人的新書中...任務嘗試成功。” 他補充說：“在第二章中，克莉絲蒂夫人向我們展示了似乎是瘋子本人。但聰明的讀者，想起克莉絲蒂夫人的其他故事，會喃喃自語‘我不相信她；她很可能在愚弄我。' 因此將繼續達到高潮，這不是“賠率”而是他不會猜到的死證。克莉絲蒂夫人以一種輕鬆而有吸引力的風格以及足夠的即使不是很深刻的性格感增添了一種極端而驚人的獨創性，而且完全不可能接受她的故事的基礎或假設，行為總是如此完全符合要求。就像在貝克斯希爾一樣總是會發生。在她實現的目的順利且顯然毫不費力的完美中，克莉絲蒂夫人提醒了她諾爾·寇威爾；在這方面，她確實可以被稱為偵探小說中的諾爾·寇威爾。”
1936年1月16日《每日镜报》一位不願透露姓名的評論家說：“感謝上帝，我的名字以接近字母末尾為開頭！以防萬一一些模仿者將這本書用作一些不錯的小系列謀殺案。”他們總結道：“這是阿嘉莎·克莉絲蒂最好的表現。”
羅伯特·巴納德對這部小說給予了好評，稱其為“經典的、新鮮的故事，製作精美。” 他指出，情節“與通常的模式不同，因為我們似乎參與了一場追逐：這一系列謀殺案似乎是一個瘋子的作品。實際上，解決方案重申了嫌疑人封閉圈子的經典模式，有一個合乎邏輯的、動機良好的謀殺計劃。英國偵探故事似乎不能接受非理性。”他對這部小說的最終判斷是“完全成功——但謝天謝地，她沒有試圖把它寫到 Z。”
在“狂歡！”《娱乐周刊》第1343-44期（2014年12月26日至2015年1月3日）的文章中，作者將 ABC 謀殺案列為“九部克莉絲蒂小說”的“EW 最愛”。

## 創作靈感
在第一章中，白羅暗指了1935年小說三幕悲劇中的一種情況。在同一章中，白羅提到了他在退休後嘗試種植蔬菜的失敗嘗試，如同在羅傑·艾克洛命案中所說的那樣。
在第三章中，傑派和白羅之間的交流表明1935年時克里斯蒂已經在思考白羅的死，正如後來在幕敘述的：“我不應該懷疑你是否以發現自己的死亡而告終。”傑派笑著說. “那是一個想法，那就是，應該寫成一本書。”“必須由海斯汀來做這件事。”白羅對我眨眼說。“哈哈！那會是個笑話，那會的，”傑派笑道。另外當白羅闡述了他認為是完美犯罪的情節，這是一個極具挑戰性的犯罪，“即使是他”也很難解決。是暗指了1936年小說底牌，該書於同年晚些時候出版。
在第十九章中，白羅回顧了他在英國的第一起案件，在那裡他“用簡單的方法將彼此相愛的兩個人聚集在一起，讓他們中的一個人因謀殺罪被捕”。這是對於小說斯泰尔斯庄园奇案的引用，提到的戀人是約翰和瑪麗·卡文迪什。

## 影響
ABC 謀殺案的情節在邁克爾·英尼斯的1945年的小說中被偵探督察John Appleby給提及。
名偵探柯南中的第393–397話講述了一個與 ABC 謀殺案情節有一些相似之處的案件（火焰中的红马）。1998年的電影《第十四號獵物》也結合了這個故事，以名字中的數字殺人作為迷惑偵探的詭計，同時還融入了“一個都不留”。

## 改編作品

### 電視
1992年這部小說被独立电视网改編為電視影集大侦探波洛，並於1992年1月5日在英國首次播出。由大衛·蘇歇飾演赫丘勒·白羅，休·弗拉瑟飾演亞瑟·海斯汀，菲利普·傑克森飾演首席詹姆士·傑派探長。

### 動漫
阿嘉莎·克莉絲蒂的名偵探白羅與瑪波的第5–8集改編自這部小說。

## 出版歷史
- 1936年, 柯林斯犯罪俱樂部（倫敦），1936年1月6日，精裝，256頁
- 1936年，Dodd Mead and Company（紐約），1936年 2 月 14 日，精裝，306頁
- 1941年，口袋書店（紐約），平裝本，（袖珍編號 88）
- 1948年，企鹅出版集团，平裝，（企鵝編號 683），224頁
- 1958年，Pan Books，平裝本（Great Pan 95），191頁
- 1962年，Fontana Books（哈潑柯林斯出版集團），平裝本，192頁
- 1976年，格林威版文集（威廉·柯林斯），精裝，251頁； ISBN 0-00-231014-7
- 1978年，格林威版文集（多德米德），精裝，251頁
- 1979年，平裝書，191頁
- 1980年，柯林斯犯罪俱樂部（倫敦），犯罪俱樂部的金禧，朱利安·西蒙斯介紹，精裝，224頁；ISBN 0-00-231323-5
- 1980年，Ulverscroft 大字版，精裝本；國際標準書號0-7089-0590-0
- 2006年，白羅傳真版（Facsimile of 1936 UK First Edition），HarperCollins，2006年9月4日，精裝；ISBN 0-00-723443-0

ABC 謀殺案的第一次真正出版發生在美國，其刪節版本出現在1935年11月的柯夢波丹雜誌中。
1935年11月28日星期一至12月12日星期四，每日快報在英國連載了16個部分。所有部分插圖由史蒂文·斯普瑞爾所繪製。此版本沒有分章，完全省略了前言和二十六、三十二、三十五章。此外，第七章和第二十章的大部分內容都缺失了。結合其他刪節，這個連載幾乎省略了已出版小說的40%的部分。

## 外部連結
- The ABC Murders at the official Agatha Christie website
- The ABC Murders （页面存档备份，存于） at Home of Agatha Christie website
- 互联网电影数据库（IMDb）上《The Alphabet Murders（1965）》的资料（英文）
- 互联网电影数据库（IMDb）上《The ABC Murders（1992）》的资料（英文）